# Vålsjön (Bollnäs socken, Hälsingland)
Vålsjön är en sjö i Bollnäs kommun i Hälsingland och ingår i Testeboåns huvudavrinningsområde. Sjön är 7 meter djup, har en yta på 0,349 kvadratkilometer och befinner sig 356,1 meter över havet.

## Delavrinningsområde
Vålsjön ingår i det delavrinningsområde (677298-151911) som SMHI kallar för Ovan 677356-152183. Medelhöjden är 327 meter över havet och ytan är 25,16 kvadratkilometer. Räknas de 2 avrinningsområdena uppströms in blir den ackumulerade arean 42,44 kvadratkilometer. Svartån som avvattnar avrinningsområdet har biflödesordning 2, vilket innebär att vattnet flödar genom totalt 2 vattendrag innan det når havet efter 88 kilometer. Avrinningsområdet består mestadels av skog (77 procent) och sankmarker (14 procent). Avrinningsområdet har 0,36 kvadratkilometer vattenytor vilket ger det en sjöprocent på 1,4 procent.